# Jopie van Alphen
Jopie van Alphen (Rotterdam, 12 mei 1940) is een Nederlands voormalig zwemster.

## Biografie
Van Alphen begon, net als haar twee jongere zussen, al jong met zwemmen. Zo behaalde ze op zesjarige leeftijd haar eerste zwemdiploma's. Van Alphen bleek talent te hebben en werd al spoedig lid van de Rotterdamsche Dames Zwemclub. Daar werd ze opgemerkt door oud-zwemtrainster Ma Braun, die een kleindochter vergezelde naar het zwembad. Van Alphen ontwikkelde zich vervolgens tot een allroundzwemster. Haar eerste successen behaalde ze in 1953 en 1954 bij nationale zwemkampioenschappen.
In 1955 verbeterde Van Alphen (samen met Rika Bruins, Atie Voorbij, Hetty Balkenende) het wereldrecord op de 4x100 meter wisselslag. Nederland boycotte de Olympische Zomerspelen 1956 en zodoende nam Van Alphen, hoewel geselecteerd voor de 100 meter rugslag, niet deel aan de wedstrijden in Melbourne. Ze kon haar goede vorm echter niet vasthouden en stopte later met de wedstrijdsport.